# Harry Beaumont
Harry Beaumont (10. februar 1888 – 22. december 1966) var en amerikansk filminstruktør, filmskuespiller og manuskriptforfatter. Han arbejdede for flere forskellige producenter inklusiv 20th Century Fox, Metro Pictures, Warner Brothers og MGM. 
Beaumont havde sine største successer under stumfilmæraen, hvor han instruerede film som Beau Brummel fra 1924 og ungdomsstumfilmen Our Dancing Daughters, med Joan Crawford i hovedrollen fra 1928. Han instruerede i 1929 MGMs første tonefilmsoperette, The Broadway Melody, der vandt Oscar for bedste film i 1928/29, og Harry Beaumont fik en nominering for bedste instruktør for filmen samme år.

## Filmografi

### Instruktør
- The Truant Soul (1916)
- Skinner's Dress Suit (1917)
- Burning the Candle (1917)
- Skinner's Bubble (1917)
- Filling His Own Shoes (1917)
- Skinner's Baby (1917)
- Go West, Young Man (1918)
- Thirty a Week (1918)
- Brown of Harvard (1918)
- A Wild Goose Chase (1919)
- The Little Rowdy (1919)
- One of the Finest (1919)
- Heartsease (1919)
- A Man and His Money (1919)
- The City of Comrades (1919)
- The Gay Lord Quex (1919)
- Lord and Lady Algy (1919)
- Toby's Bow (1919)
- Dollars and Sense (1920)
- The Great Accident (1920)
- Med Knippel og hvide Handsker (1920)
- Going Some (1920)
- Stop Thief! (1920)
- The Fourteenth Man (1922)
- June Madness (1922)
- The Five Dollar Baby (1922)
- The Ragged Heiress (1922)
- They Like 'Em Rough (1922)
- Love in the Dark (1922)
- Seeing's Believing (1922)
- Glass Houses (1922)
- Very Truly Yours (1922)
- Lights of the Desert (1922)
- Crinoline and Romance (1923)
- Main Street (1923)
- A Noise in Newboro (1923)
- The Gold Diggers (1923)
- Beau Brummel (1924)
- Babbitt (1924)
- The Lover of Camille (1924)
- Don't Doubt Your Husband (1924)
- A Lost Lady (1924)
- His Majesty, Bunker Bean (1925)
- Rose of the World (1925)
- Recompense (1925)
- Sandy (1926)
- Womanpower (1926)
- One Increasing Purpose (1927)
- Forbidden Hours (1928)
- Our Dancing Daughters (1928)
- A Single Man (1929)
- The Broadway Melody (1929)
- Speedway (1929)
- Great Day (1930)
- Our Blushing Brides (1930)
- The Florodora Girl (1930)
- Children of Pleasure (1930)
- Lord Byron of Broadway (1930)
- Those Three French Girls (1930)
- Dance, Fools, Dance (1931)
- Laughing Sinners (1931)
- The Great Lover (1931)
- West of Broadway (1931)
- Faithless (1932)
- Are You Listening? (1932)
- Unashamed (1932)
- Made on Broadway (1933)
- Should Ladies Behave (1933)
- When Ladies Meet (1933)
- Murder in the Private Car (1934)
- Enchanted April (1935)
- The Girl on the Front Page (1936)
- When's Your Birthday? (1937)
- Maisie Goes to Reno (1944)
- Twice Blessed (1945)
- Up Goes Maisie (1946)
- The Show-Off (1946)
- Undercover Maisie (1947)
- Alias a Gentleman (1948)

### Manuskriptforfatter
- Burning the Candle (1917)
- Filling His Own Shoes (1917)
- Brown of Harvard (1918)
- The Little Rowdy (1919)
- June Madness (1922)

## Ekstern henvisning
- Harry Beaumont på Internet Movie Database (engelsk)
- Harry Beaumont på Scope
- Harry Beaumont på Svensk Filmdatabas (svensk)
- Harry Beaumont på AlloCiné (fransk)
- Harry Beaumont på AllMovie (engelsk)
- Harry Beaumont på Turner Classic Movies (engelsk)
- Harry Beaumont på Rotten Tomatoes (engelsk)